# Bill Gullickson
William Lee Gullickson (né le 20 février 1959 à Marshall, Minnesota, États-Unis) est un ancien lanceur américain de baseball. La carrière de ce lanceur droitier, amorcée en 1979, s'est étalée sur 16 années au cours desquelles il a joué au Canada et aux États-Unis dans les Ligues majeures ainsi qu'au Japon.
Il est le père des joueuses professionnelles de tennis Carly et Chelsey Gullickson.

## Carrière

### Premières années dans les majeures
Bill Gullickson est un choix de première ronde (2e joueur sélectionné au total) des Expos de Montréal en 1977. Il joue son premier match dans les Ligues majeures le 26 septembre 1979.
En 1980, Gullickson apprend qu'il souffre de diabète. Il deviendra plus tard l'un des porte-parole de l'American Diabetes Association.
À sa saison recrue pour les Expos en 1980, il remporte 10 victoires contre 5 défaites en 24 départs. Sa moyenne de points mérités s'élève à 3,00 et il complète 5 parties. Il termine deuxième au scrutin visant à élire la recrue de l'année dans la Ligue nationale.
En 1981, Gullickson présente un dossier perdant de 7-9 mais abaisse sa moyenne de points mérités à 2,80. Il s'agit de sa meilleure moyenne en carrière. En séries éliminatoires, il connaît un solide départ contre les Phillies de Philadelphie en Série de division mais deux des trois défaites des Expos en Série de championnat contre Los Angeles sont portées à sa fiche.
En 1982, sa fiche est de 12-14 mais il enregistre son plus haut total (155) de retraits sur des prises. Enn 1983 il remporte 17 victoires contre 12 échecs, en plus de réussir un sommet personnel de 10 matchs complets.
Après des saisons de 12 gains en 1984 et 14 en 1985, Bill Gullickson est échangé aux Reds de Cincinnati en compagnie du receveur Sal Butera. Montréal obtient quatre joueurs : les lanceurs Andy McGaffigan, John Stuper et Jay Tibbs, et le receveur Dann Bilardello.
Gullickson remporte 15 matchs avec les Reds en 1986 puis est transféré aux Yankees de New York en retour du lanceur Dennis Rasmussen au cours de la saison 1987.

### Japon
En 1988 et 1989, Gullickson évolue au Japon pour les Yomiuri Giants de la NPB. En deux saisons, il gagne 21 matchs et en perd 14.

### Retour aux États-Unis
Engagé comme agent libre par les Astros de Houston, le lanceur droitier effectue son retour dans les Ligues majeures en 1990. Son dossier, perdant, est de 10-14.
En 1991, il effectue un retour en grande forme avec les Tigers de Detroit de la Ligue américaine. Il domine les lanceurs du circuit avec 20 victoires (contre 9 revers) et 35 départs au monticule. Ses performances lui valent quelques votes dans la course au trophée Cy Young, remis au meilleur lanceur de la ligue, et ce pour la seule fois de sa carrière.
Gullickson joue sa quatrième et dernière saison avec Detroit en 1994. Dans les ligues majeures, il a lancé 2560 manches dans 398 matchs, présentant une moyenne de points mérités de 3,93. Il a remporté 162 victoires, encaissé 136 défaites, et retiré 1279 frappeurs adverses sur des prises.